# Lauritz Estrup
Lauritz Albert Zwergius Estrup (født 5. december 1890 i Horsens, død 20. marts 1974) var en dansk chefredaktør, erhvervshistoriker og konservativ politiker.
Han var søn af arkitekt Hector Estrup og hustru Alba f. Zwergius, blev student 1908, cand. polit. 1914 og fik en journalistisk uddannelse ved Aarhuus Stiftstidende 1915-18. Estrup blev redaktionssekretær ved Det nye Nord 1918-23, sekretær i Komitéen til belysning af statsmonopoler 1920-21, var chefredaktør af Nationaltidende 1921-28 og medlem af Radiorådet 1925-28 samt økonomisk-politisk medarbejder ved Aarhuus Stiftstidende.
Estrup var sekretær i Den konservative Vælgerforening for København og Frederiksberg 1930-51, var medlem af Københavns Borgerrepræsentation for Det Konservative Folkeparti 1938-50, rådmand for Magistratens 5. afdeling 1950-54 og bagefter borgmester for magistratens 4. afdeling (teknik- og byplanborgmester) fra 1954 til 1962. Han var tillige medlem Københavns Havnebestyrelse fra 1950 samt revisor for Sparekassen for Kjøbenhavn og Omegn 1941-56.
Han var Ridder af 1. grad af Dannebrog og dekoreret med Æreslegionen.
Estrup blev gift 1937 med Else Grundtvig (26. oktober 1903 i København – ), datter af professor, dr. jur. L.A. Grundtvig og hustru Thora f. Levy.

## Forfatterskab
- Vor Tids industrielle Udvikling, 1921.
- De danske Spritfabrikker 1881-1921, 1921.
- Spare- og Laanekassen for Horsens By og Omegn 1847-1922, 1922.
- De danske Sukkerfabrikker 1872-1922, 1922.